# Карагандинская и Шахтинская епархия
Караганди́нская и Ша́хтинская епа́рхия (каз. Қарағанды және Шахтинск епархиясы) — епархия Казахстанского митрополичьего округа Русской Православной Церкви. Занимает территорию Карагандинской области Казахстана.

## История
Епархия учреждена решением Священного Синода от 6 октября 2010 года в пределах Карагандинской области Казахстана как самостоятельня кафедра в составе Казахстанского митрополичьего округа, будучи выделена из состава Астанайской и Чимкентской епархий.
Временное управление новой епархией поручено митрополиту Астанайскому и Казахстанскому Александру.
24 декабря 2010 года определением Священного Синода епископом Карагандинским и Шахтинским по пострижении в монашество избран протоиерей Александр Осокин, клирик Астанайской епархии.
20 февраля 2011 года в Храме Христа Спасителя совершена хиротония архимандрита Севастиана (Осокина) во епископа Карагандинского и Шахтинского.

## Епископы
- 6 октября 2010 — 20 февраля 2011 — Александр (Могилёв)  в/у, митрополит Астанайский
- с 20 февраля 2011 — Севастиан (Осокин)

## Благочиннические округа
По состоянию на октябрь 2022 года
- Карагандинский
- Абайский